# Campagne de la steppe
Guerre civile russe
La campagne de la steppe (en russe : Степной поход) est une campagne des unités du Don des armées blanches dans la steppe du Sal (affluent du Don) au début de l’année 1918 dont l’opération était de préserver une armée cosaque malgré la pression bolchévique.

## Déroulement
Après le suicide de l’ataman Alexeï Kaledine le 29 janvier 1918, la pression militaires des bolchéviques contraint les troupes du Don à se replier. Un détachement de 1 727 volontaires est formé sous le commandement de l’ataman de campagne général-major Piotr Popov avec à sa disposition 5 pièces d’artillerie et 39 mitrailleuses.
Popov ne souhaitant pas quitter le Don et ses terres natales, il ne rejoint pas l’armée des volontaires du général Kornilov qui entamait sa marche vers le Kouban. Les cosaques du Don se dirigèrent plutôt vers les steppes autour du fleuve Sal, où ils savaient trouver suffisamment de provision et de fourrage pour les chevaux. Le but de l’opération était, tout en combattant les bolchéviques, d’assurer l’existence d’un noyau dur de l’armée autour duquel les cosaques pourraient se réunir et reprendre les armes.
La campagne débuta par le repli de Novotcherkassk le 12 février 1918 (25 février dans le calendrier grégorien). Elle s’acheva fin avril-début mai 1918 par le retour des troupes, forte alors de 3 000 hommes, dans cette même ville. 
Cette campagne marqua le début du combat armé des cosaques contre l’armée rouge.

## Décoration
Le 26 avril 1918, l’assemblée des cosaques du Don décida la création d’une décoration pour les participants à la campagne, elle fut instituée par l’ordre no 696 du chef de l’armée du Don.
Elle se présente sous forme de croix avec un ruban aux couleurs de l’ordre de Saint-Georges, marquée au revers du texte « За степной походъ » (Pour la campagne de la steppe) et des dates « 1918 », « 12/II », « 5/V ».